# 두카티 1198
두카티 1198(이탈리아어: Ducati 1198)은 두카티에서 2009년부터 2011년까지 생산했던 스포츠 바이크이다. 2011년식 한정으로는 1198과 1198SP(1198S를 대체)의 두 가지 모델이 존재하였다.

## 성능
두카티는 1198/1198 SP가 127kW(170hp), 132Nm(97lbf ft) 토크를 생성하고 건조중량이 173 kg (381 lb)이라고 주장하였다.